# Lassan
Lassan  är en mindre stad i det nordtyska förbundslandet Mecklenburg-Vorpommern.

## Geografi
Staden Lassan är belägen 15 kilometer norr om Anklam och 15 kilometer söder om Wolgast vid Peenestrom i distriktet Vorpommern-Greifswald. Landsbygden omkring Lassan kallas Lassaner vinkel.
Lassan har fem ortsdelar: Lassan, Klein Jasedow, Papendorf, Pulow (sedan juni 2009) och Waschow.

## Historia
Där staden Lassan nu ligger fanns en slavisk fiskeort i närheten av en borg. Orten blev tysk under 1100-talet och borgen omnämns första gången 1136. Under 1200-talet utbyggdes orten planmässigt av de pommerska hertigarna och orten fick stadsrättigheter 1274. Under 1300-talet uppfördes Johanniskyrkan i gotisk stil.
Efter trettioåriga kriget 1648 tillföll Lassan Sverige (Svenska Pommern) och kom sedan till Preussen 1815.
Fram till 1900-talet präglades stadens näringslivet huvudsakligen av fiskeri.
1896 byggdes järnvägen från Lassan till Anklam, som trafikerades fram till 1945. Efter andra världskriget demonterades den av den sovjetiska ockupationsmakten som krigsskadestånd.
Under DDR-tiden tillhörde staden distriktet Wolgast inom länet Rostock (1952–1990). 
Efter tyska återföreningen sanerades den historiska stadskärnan.

### Befolkningsutveckling
Befolkningsutveckling  i Lassan
Källa: 

## Sevärdheter
- Den gotiska Johanniskyrkan från 1300-talet, uppförd i tegel
- Gamla staden
- Rester av medeltida vallar
- Prästgård
- Bruket (nu ett museum)

## Kända invånare
- Bernt Notke (1440–1509), målare och skulptör, en av senmedeltidens mest betydande konstnärer i Nordeuropa
- Alexander Caroc (1643–1711),  ämbetsman i Svenska Pommern
- Johann Joachim Spalding (1714–1804), präst och författare